# Polanisia jamesii
Polanisia jamesii là một loài thực vật có hoa trong họ Màng màng. Loài này được (Torr. & A.Gray) Iltis miêu tả khoa học đầu tiên năm 1958.